# Слатиоара (Стулпикани)
Слатиоара (рум. Slătioara) насеље је у Румунији у округу Сучава у општини Стулпикани. Oпштина се налази на надморској висини од 749 m.

## Становништво
Према подацима из 2002. године у насељу је живело 653 становника, од којих су сви румунске националности.